# ドーワ県
ドーワ県（ドーワけん、Dowa）は、マラウイ中部州にある県であり、中心となる都市もドーワ（Dowa Town）である。本稿では県と都市の双方について説明する。

## ドーワ県
3041km²の面積と、41万1387人の人口を擁する県である。県内にはチェワ族や、ニャウ族、ヤオ族が住むが、このうち最も主流であるのはチェワ族である。また、チェワ族とニャウ族の伝統的な踊りは、チェワ族の先祖やンゴニ族の先祖が残した文化の1つである。
チェワ族とニャウ族は、農業を主体とした生活を行っており、県内では換金作物として綿花、タバコ、ラッカセイが、また、主食の作物としてはサツマイモや豆類、トウモロコシの栽培が行われている。なお、ヤオ族は主に交易などを行っている。